# 马哈德瓦普拉
马哈德瓦普拉（Mahadevapura），是印度卡纳塔克邦Bangalore县的一个城镇。总人口135597（2001年）。

## 人口
该地2001年总人口135597人，其中男性72803人，女性62794人；0—6岁人口16225人，其中男8321人，女7904人；识字率73.05%，其中男性为78.76%，女性为66.42%。